# كانغ أون بي
كانغ أون بي (بالكورية: 강은비)‏ هي ممثلة كورية جنوبية. ولدت يوم 15 أبريل 1986 في سول في كوريا الجنوبية.

## روابط خارجية
- كانغ أون بي على موقع IMDb (الإنجليزية)
- كانغ أون بي على موقع قاعدة بيانات الفيلم (الإنجليزية)
- كانغ أون بي على موقع كينوبويسك (الروسية)